# R. A. F. Penrose
R. A. F. Penrose, all'anagrafe Richard Alexander Fullerton Penrose Jr. (17 dicembre 1863 – 31 luglio 1931), è stato un geologo e imprenditore statunitense.

## Biografia
Penrose si laureò nel 1885 presso l'Università di Harvard con un Ph.D. per un lavoro sui fosfati. Proveniva da una facoltosa famiglia di Filadelfia di origine cornovallese. Anche i suoi fratelli furono importanti figure pubbliche: Boies fu un famoso avvocato e uomo politico e Spencer un imprenditore di successo, anch'egli attivo in campo minerario.
In seguito, Penrose condusse rilevamenti geologici in Texas e in Arkansas fino al 1892, e poi viaggiò per il paese come perito minerario. Particolarmente notevole fu il suo rilevamento di Cripple Creek (Colorado), per il Servizio geologico degli Stati Uniti. Penrose si trattenne dall'acquistare o investire in miniere nell'area di Cripple Creek sfruttando le informazioni acquisite nelle sue rilevazioni, perché lo ritenne contrario alla sua responsabilità etica come dipendente del Servizio geologico, ma acquistò e investì in miniere di altre zone, tra le quali miniere di argento e rame in Arizona.
Dopo la morte di suo padre avvenuta nel 1908, Penrose cambiò completamente la sua carriera, usando la sua conoscenza come geologo minerario per diventare un investitore e imprenditore di successo sia in campo minerario sia in altri settori. Avendo accumulato una considerevole ricchezza in queste attività, Penrose istituì la Medaglia Penrose della Geological Society of America (GSA) nel 1927. Penrose fu molto attivo nella GSA: fu eletto membro nel 1889, fece parte del Consiglio dell'associazione dal 1914 al 1916, fu vice presidente nel 1919, membro del Comitato finanziario dal 1924 al 1929 e presidente nel 1930. Alla sua morte nel 1931, lasciò un lascito generoso alla GSA, con il resto del suo patrimonio dopo altri lasciti minori divisio in parti uguali tra la Geological Society of America e l'American Philosophical Society di Filadelfia: quasi 4 milioni di dollari andarono a ciascuna delle due società. Il lascito Penrose è utilizzato per sostenere il programma di borse di studio per la ricerca della Geological Society of America. Penrose fu presidente dell'Accademia di Scienze Naturali di Filadelfia nel 1922-26.
Insieme ai dottori Francis West Lewis e T. Hewson Bachehe fondò l'Ospedale Pediatrico di Filadelfia.
Penrose fu inserito nella National Mining Hall of Fame degli Stati Uniti nel 2006.